# 1643
1643 (MDCXLIII) a fost un an comun al calendarului gregorian, care a început într-o zi de joi.

## Evenimente
- 14 mai Ludovic al XIV-lea devine rege al Franței.

## Arte, Știință, Literatură și Filozofie
- Torricelli realizează primul barometru.
- Apariția Cărții românești de învățătură de la prăvilele împărătești, prescurtat Cazania lui Varlaam.

## Nașteri
- 4 ianuarie: Isaac Newton, om de știință englez, matematician, fizician și astronom (d. 1727)
- 3 aprilie: Ducele Carol al V-lea de Lorena (d. 1690)
- 20 octombrie: Valentin Frank von Franckenstein, poet și traducător german (d. 1697)

#### Nedatate
- Marc-Antoine Charpentier, compozitor francez (d. 1704)

## Decese
- 14 mai: Ludovic al XIII-lea al Franței  (n. 1601)
- 29 noiembrie: Claudio Monteverdi compozitor italian (n. 1567)
- 21 septembrie: Hong Taiji  (n. 1592)
- 1 martie: Girolamo Frescobaldi  (n. 1583)
- dată necunoscută: Sophie Brahe  (n. 1556)
- 3 noiembrie: Paul Guldin, matematician (n. 1577)
- 9 aprilie: Benedetto Castelli, matematician italian (n. 1577)
- 1 martie: Pierre Hérigone astronom francez (n. 1580)